# NBA All-Star Game 2024
Le NBA All-Star Game 2024 est la 73e édition du NBA All-Star Game. Il se déroule le 18 février 2024 au Gainbridge Fieldhouse d'Indianapolis, dans l'Indiana, siège des Pacers de l'Indiana. C'est la seconde fois que la ville d'Indianapolis accueille le NBA All-Star Game, l'ancienne édition s'est déroulée en 1985. L'événement est retransmis au niveau national par la chaîne TNT pour la 22e année consécutive.

## Format
Le 25 octobre 2023, le commissaire de la NBA, Adam Silver, a annoncé que l'édition 2024 du NBA All-Star Game marquait le retour de l'ancien format de l'évènement, avec une opposition entre les joueurs de la conférence Est et Ouest. Le format de capitaines, utilisé depuis 2017 est laissé de côté, tout comme la règle de l'Elam Ending qui était en place depuis 2020. La NBA garde néanmoins l'aspect des dons caritatifs pour chaque équipe qui remporte les différents quart-temps.

## Votes des fans

### Système de vote
Le vote pour le All-Star Game 2024 s'est tenu du 19 décembre 2023 au 20 janvier 2024. Les titulaires sont de nouveau choisis par trois comités : les fans, médias et joueurs. La répartition des votes se fait de la manière suivante, concernant les titulaires des deux équipes : 50% des votes des fans, 25% des votes des médias et 25% des votes des joueurs.
Des checkpoints détaillés ont été réalisés le 4 janvier, le 11 janvier et le 18 janvier. La NBA a également remis au goût du jour les «3-for-1 days», c'est-à-dire que pendant cinq jours, les votes compteront triple ; il s'agissait du 25 décembre puis les 1er, 5, 12, 15 et 19 janvier.

### Choix des fans
La NBA a révélé le résultat final des votes, ainsi que les noms des deux capitaines le 25 janvier 2024.

#### Conférence Est
| #  | Joueur (équipe)                           | Nombre de votes |
| -- | ----------------------------------------- | --------------- |
| 1  | Tyrese Haliburton (Pacers de l'Indiana)   | 3 377 405       |
| 2  | Trae Young (Hawks d'Atlanta)              | 2 270 401       |
| 3  | Damian Lillard (Bucks de Milwaukee)       | 2 236 969       |
| 4  | Donovan Mitchell (Cavaliers de Cleveland) | 1 894 891       |
| 5  | Jalen Brunson (Knicks de New York)        | 1 452 519       |
| 6  | Tyrese Maxey (76ers de Philadelphie)      | 1 429 104       |
| 7  | Derrick White (Celtics de Boston)         | 707 845         |
| 8  | Jrue Holiday (Celtics de Boston)          | 571 515         |
| 9  | LaMelo Ball (Hornets de Charlotte)        | 568 783         |
| 10 | DeMar DeRozan (Bulls de Chicago)          | 418 238         |

| #  | Joueur (équipe)                            | Nombre de votes |
| -- | ------------------------------------------ | --------------- |
| 1  | Giánnis Antetokoúnmpo (Bucks de Milwaukee) | 5 427 874       |
| 2  | Jayson Tatum (Celtics de Boston)           | 4 802 187       |
| 3  | Joel Embiid (76ers de Philadelphie)        | 4 742 834       |
| 4  | Jimmy Butler (Heat de Miami)               | 1 612 499       |
| 5  | Jaylen Brown (Celtics de Boston)           | 1 320 277       |
| 6  | / Paolo Banchero (Magic d'Orlando)         | 786 426         |
| 7  | Kristaps Porzingis (Celtics de Boston)     | 778 015         |
| 8  | Julius Randle (Knicks de New York)         | 742 707         |
| 9  | Bam Adebayo (Heat de Miami)                | 730 079         |
| 10 | Scottie Barnes (Raptors de Toronto)        | 507 697         |

#### Conférence Ouest
| #  | Joueur (équipe)                                   | Nombre de votes |
| -- | ------------------------------------------------- | --------------- |
| 1  | Luka Dončić (Mavericks de Dallas)                 | 4 141 533       |
| 2  | Stephen Curry (Warriors de Golden State)          | 3 228 111       |
| 3  | Shai Gilgeous-Alexander (Thunder d'Oklahoma City) | 3 130 850       |
| 4  | Kyrie Irving (Mavericks de Dallas)                | 1 011 255       |
| 5  | Anthony Edwards (Timberwolves du Minnesota)       | 1 008 929       |
| 6  | James Harden (Clippers de Los Angeles)            | 932 392         |
| 7  | De'Aaron Fox (Kings de Sacramento)                | 669 442         |
| 8  | Devin Booker (Suns de Phoenix)                    | 605 816         |
| 9  | Ja Morant (Grizzlies de Memphis)                  | 563 249         |
| 10 | Austin Reaves (Lakers de Los Angeles)             | 468 845         |

| #  | Joueur (équipe)                          | Nombre de votes |
| -- | ---------------------------------------- | --------------- |
| 1  | LeBron James (Lakers de Los Angeles)     | 5 098 872       |
| 2  | Nikola Jokić (Nuggets de Denver)         | 4 504 466       |
| 3  | Kevin Durant (Suns de Phoenix)           | 4 402 668       |
| 4  | Anthony Davis (Lakers de Los Angeles)    | 2 705 276       |
| 5  | Alperen Şengün (Rockets de Houston)      | 1 821 202       |
| 6  | Kawhi Leonard (Clippers de Los Angeles)  | 1 728 623       |
| 7  | Paul George (Clippers de Los Angeles)    | 1 099 453       |
| 8  | Victor Wembanyama (Spurs de San Antonio) | 825 831         |
| 9  | Chet Holmgren (Thunder d'Oklahoma City)  | 539 519         |
| 10 | Domantas Sabonis (Kings de Sacramento)   | 464 108         |

## Sélection des titulaires
| * | Sélectionné en tant que titulaire |

Une note pondérée est finalement calculée afin de déterminer les titulaires de la conférence, les notes au plus proche de 1 peuvent permettre au joueur d'être élu titulaire.

### Conférence Est
| #  | Joueur (équipe)                           | Classement des joueurs | Classement des fans | Classement des médias | Score pondéré |
| -- | ----------------------------------------- | ---------------------- | ------------------- | --------------------- | ------------- |
| 1  | Tyrese Haliburton (Pacers de l'Indiana)*  | 1                      | 1                   | 1                     | 1             |
| 2  | Damian Lillard (Bucks de Milwaukee)*      | 4                      | 3                   | 5                     | 3,75          |
| 3  | Jalen Brunson (Knicks de New York)        | 3                      | 5                   | 2                     | 3,75          |
| 4  | Trae Young (Hawks d'Atlanta)              | 6                      | 2                   | 6                     | 4             |
| 5  | Donovan Mitchell (Cavaliers de Cleveland) | 5                      | 4                   | 3                     | 4             |
| 6  | Tyrese Maxey (76ers de Philadelphie)      | 2                      | 6                   | 4                     | 4,5           |
| 7  | Derrick White (Celtics de Boston)         | 8                      | 7                   | 7                     | 7,25          |
| 8  | Jrue Holiday (Celtics de Boston)          | 8                      | 8                   | 7                     | 7,75          |
| 9  | LaMelo Ball (Hornets de Charlotte)        | 7                      | 9                   | 7                     | 8             |
| 10 | DeMar DeRozan (Bulls de Chicago)          | 11                     | 10                  | 7                     | 9,5           |

| #  | Joueur (équipe)                            | Classement des joueurs | Classement des fans | Classement des médias | Score pondéré |
| -- | ------------------------------------------ | ---------------------- | ------------------- | --------------------- | ------------- |
| 1  | Giánnis Antetokoúnmpo (Bucks de Milwaukee) | 1                      | 1                   | 1                     | 1             |
| 2  | Jayson Tatum (Celtics de Boston)*          | 3                      | 2                   | 3                     | 2,5           |
| 3  | Joel Embiid (76ers de Philadelphie)*       | 2                      | 3                   | 2                     | 2,5           |
| 4  | Jaylen Brown (Celtics de Boston)           | 6                      | 5                   | 5                     | 5,25          |
| 5  | / Paolo Banchero (Magic d'Orlando)         | 4                      | 6                   | 5                     | 5,25          |
| 6  | Jimmy Butler (Heat de Miami)               | 8                      | 4                   | 8                     | 6             |
| 7  | Bam Adebayo (Heat de Miami)                | 5                      | 9                   | 4                     | 6,75          |
| 8  | Kristaps Porzingis (Celtics de Boston)     | 9                      | 7                   | 5                     | 7             |
| 9  | Julius Randle (Knicks de New York)         | 11                     | 8                   | 8                     | 8,75          |
| 10 | Mikal Bridges (Nets de Brooklyn)           | 7                      | 11                  | 8                     | 9,25          |

### Conférence Ouest
| #  | Joueur (équipe)                                    | Classement des joueurs | Classement des fans | Classement des médias | Score pondéré |
| -- | -------------------------------------------------- | ---------------------- | ------------------- | --------------------- | ------------- |
| 1  | Luka Dončić (Mavericks de Dallas)*                 | 2                      | 1                   | 2                     | 1,50          |
| 2  | Shai Gilgeous-Alexander (Thunder d'Oklahoma City)* | 1                      | 3                   | 1                     | 2             |
| 3  | Stephen Curry (Warriors de Golden State)           | 3                      | 2                   | 4                     | 2,75          |
| 4  | Anthony Edwards (Timberwolves du Minnesota)        | 4                      | 5                   | 3                     | 4,25          |
| 5  | Kyrie Irving (Mavericks de Dallas)                 | 7                      | 4                   | 6                     | 5,25          |
| 6  | James Harden (Clippers de Los Angeles)             | 8                      | 6                   | 6                     | 6,5           |
| 7  | De'Aaron Fox (Kings de Sacramento)                 | 6                      | 7                   | 6                     | 6,5           |
| 8  | Devin Booker (Suns de Phoenix)                     | 5                      | 8                   | 5                     | 6,5           |
| 9  | Ja Morant (Grizzlies de Memphis)                   | 15                     | 9                   | 6                     | 9,75          |
| 10 | Jamal Murray (Nuggets de Denver)                   | 8                      | 13                  | 6                     | 10            |

| #  | Joueur (équipe)                                | Classement des joueurs | Classement des fans | Classement des médias | Score pondéré |
| -- | ---------------------------------------------- | ---------------------- | ------------------- | --------------------- | ------------- |
| 1  | LeBron James (Lakers de Los Angeles)           | 2                      | 1                   | 2                     | 2             |
| 2  | Nikola Jokić (Nuggets de Denver)*              | 1                      | 2                   | 1                     | 2             |
| 3  | Kevin Durant (Suns de Phoenix)*                | 3                      | 3                   | 3                     | 3             |
| 4  | Anthony Davis (Lakers de Los Angeles)          | 5                      | 4                   | 5                     | 4,5           |
| 5  | Kawhi Leonard (Clippers de Los Angeles)        | 4                      | 6                   | 4                     | 5             |
| 6  | Paul George (Clippers de Los Angeles)          | 6                      | 7                   | 7                     | 6,75          |
| 7  | Alperen Şengün (Rockets de Houston)            | 11                     | 5                   | 11                    | 8             |
| 8  | Victor Wembanyama (Spurs de San Antonio)       | 8                      | 8                   | 11                    | 8,75          |
| 9  | Domantas Sabonis (Kings de Sacramento)         | 9                      | 10                  | 6                     | 8,75          |
| 10 | Karl-Anthony Towns (Timberwolves du Minnesota) | 7                      | 11                  | 9                     | 9,5           |

## Sélection des remplaçants
Les entraîneurs de chaque conférence désignent 7 remplaçants par conférence, qui sont dévoilés le 1er février,.
| Joueur           | Équipe                 |
| ---------------- | ---------------------- |
| Bam Adebayo      | Heat de Miami          |
| / Paolo Banchero | Magic d'Orlando        |
| Jaylen Brown     | Celtics de Boston      |
| Jalen Brunson    | Knicks de New York     |
| Donovan Mitchell | Cavaliers de Cleveland |
| Tyrese Maxey     | 76ers de Philadelphie  |
| Julius Randle    | Knicks de New York     |

| Joueur             | Équipe                    |
| ------------------ | ------------------------- |
| Devin Booker       | Suns de Phoenix           |
| Stephen Curry      | Warriors de Golden State  |
| Anthony Davis      | Lakers de Los Angeles     |
| Anthony Edwards    | Timberwolves du Minnesota |
| Paul George        | Clippers de Los Angeles   |
| Kawhi Leonard      | Clippers de Los Angeles   |
| Karl-Anthony Towns | Timberwolves du Minnesota |

## Composition des équipes
| * | Sélectionné en tant que titulaire |

| Joueur                                       | Équipe                 | Participation |
| -------------------------------------------- | ---------------------- | ------------- |
| Tyrese Haliburton                            | Pacers de l'Indiana    | 2e            |
| Damian Lillard                               | Bucks de Milwaukee     | 8e            |
| Giánnis Antetokoúnmpo                        | Bucks de Milwaukee     | 8e            |
| Jayson Tatum                                 | Celtics de Boston      | 5e            |
| Joel Embiid1                                 | 76ers de Philadelphie  | 7e            |
| Bam Adebayo                                  | Heat de Miami          | 3e            |
| Paolo Banchero                               | Magic d'Orlando        | 1re           |
| Scottie Barnes1                              | Raptors de Toronto     | 1re           |
| Jaylen Brown                                 | Celtics de Boston      | 3e            |
| Jalen Brunson                                | Knicks de New York     | 1re           |
| Tyrese Maxey                                 | 76ers de Philadelphie  | 1re           |
| Donovan Mitchell                             | Cavaliers de Cleveland | 5e            |
| Julius Randle2                               | Knicks de New York     | 3e            |
| Trae Young2                                  | Hawks d'Atlanta        | 3e            |
| Entraîneur : Doc Rivers (Bucks de Milwaukee) |                        |               |

| Joueur                                               | Équipe                    | Participation |
| ---------------------------------------------------- | ------------------------- | ------------- |
| Luka Dončić                                          | Mavericks de Dallas       | 5e            |
| Gilgeous-Alexander                                   | Thunder d'Oklahoma City   | 2e            |
| Kevin Durant                                         | Suns de Phoenix           | 14e           |
| LeBron James                                         | Lakers de Los Angeles     | 20e           |
| Nikola Jokić                                         | Nuggets de Denver         | 6e            |
| Devin Booker                                         | Suns de Phoenix           | 4e            |
| Stephen Curry                                        | Warriors de Golden State  | 10e           |
| Anthony Davis                                        | Lakers de Los Angeles     | 9e            |
| Anthony Edwards                                      | Timberwolves du Minnesota | 2e            |
| Paul George                                          | Clippers de Los Angeles   | 9e            |
| Kawhi Leonard                                        | Clippers de Los Angeles   | 6e            |
| Karl-Anthony Towns                                   | Timberwolves du Minnesota | 4e            |
| Entraîneur : Chris Finch (Timberwolves du Minnesota) |                           |               |

1 : Trae Young remplace Joel Embiid, blessé.
2 : Scottie Barnes remplace Julius Randle, blessé.

## Match
| 18 février 2024 20h00 | Rapport | Conférence Est 211, Conférence Ouest 186            | Conférence Est 211, Conférence Ouest 186 | Conférence Est 211, Conférence Ouest 186                |  | Gainbridge Fieldhouse, Indianapolis Affluence : 17 251 Arbitres : Tony Brothers, Josh Tiven, Derrick Collins | TNT |
| 18 février 2024 20h00 | Rapport | Score par quart-temps : 53-47, 51-42, 56-47, 51-50  |                                          |                                                         |  | Gainbridge Fieldhouse, Indianapolis Affluence : 17 251 Arbitres : Tony Brothers, Josh Tiven, Derrick Collins | TNT |
| 18 février 2024 20h00 | Rapport | Score par mi-temps : 104-89, 107-97                 |                                          |                                                         |  | Gainbridge Fieldhouse, Indianapolis Affluence : 17 251 Arbitres : Tony Brothers, Josh Tiven, Derrick Collins | TNT |
| 18 février 2024 20h00 | Rapport | Damian Lillard, 39 Paolo Banchero, 39 Trae Young, 7 | Points Rebonds Passes d.                 | Karl-Anthony Towns, 50 Anthony Davis, 8 Nikola Jokić, 7 |  | Gainbridge Fieldhouse, Indianapolis Affluence : 17 251 Arbitres : Tony Brothers, Josh Tiven, Derrick Collins | TNT |

MVP : Damian Lillard

## All-Star Week-end

### Rising Stars Challenge

#### Composition des équipes
La composition des joueurs est annoncée le 7 février, avec un total de 28 joueurs, repartis entre les rookies, sophomores, les joueurs de la NBA Gatorade League et de la NBA G League Ignite.
| Joueur             | Équipe                   |
| ------------------ | ------------------------ |
| Bilal Coulibaly    | Wizards de Washington    |
| Jaime Jaquez Jr.   | Heat de Miami            |
| Brandon Miller     | Hornets de Charlotte     |
| Brandin Podziemski | Warriors de Golden State |
| Jabari Smith Jr.   | Rockets de Houston       |
| Cason Wallace      | Thunder d'Oklahoma City  |
| Victor Wembanyama  | Spurs de San Antonio     |

| Joueur             | Équipe                          |
| ------------------ | ------------------------------- |
| Paolo Banchero     | Magic d'Orlando                 |
| Dyson Daniels1     | Pelicans de La Nouvelle-Orléans |
| Jalen Duren        | Pistons de Détroit              |
| Keyonte George     | Jazz de l'Utah                  |
| Scoot Henderson    | Trail Blazers de Portland       |
| Jaden Ivey         | Pistons de Détroit              |
| Keegan Murray      | Kings de Sacramento             |
| Vince Williams Jr. | Grizzlies de Memphis            |

| Joueur             | Équipe                          |
| ------------------ | ------------------------------- |
| Jordan Hawkins     | Pelicans de La Nouvelle-Orléans |
| Chet Holmgren      | Thunder d'Oklahoma City         |
| Walker Kessler     | Jazz de l'Utah                  |
| Dereck Lively II   | Mavericks de Dallas             |
| Bennedict Mathurin | Pacers de l'Indiana             |
| Shaedon Sharpe2    | Trail Blazers de Portland       |
| Jeremy Sochan      | Spurs de San Antonio            |
| Jalen Williams     | Thunder d'Oklahoma City         |

| Joueur            | Équipe                  |
| ----------------- | ----------------------- |
| Izan Almansa (en) | NBA G League Ignite     |
| Emoni Bates       | Charge de Cleveland     |
| Matas Buzelis     | NBA G League Ignite     |
| Ron Holland3      | NBA G League Ignite     |
| Mac McClung       | Magic d'Osceola         |
| Tyler Smith       | NBA G League Ignite     |
| Oscar Tshiebwe    | Mad Ants de l'Indiana   |
| Alondes Williams  | Skyforce de Sioux Falls |

1 : Dyson Daniels est blessé et ne prend pas part à l'évènement.
2 : Shaedon Sharpe est blessé et ne prend pas part à l'évènement.
3 : Ron Holland est blessé et ne prend pas part à l'évènement.

#### Compétition
|  | Demi-finales | Demi-finales |            |    | Finale | Finale |
|  | Demi-finales | Demi-finales |            |    | Finale | Finale |
|  |              |              |            |    |        |        |
|  |              |              |            |    |        |        |
|  |              |              |            |    |        |        |
|  | Team Jalen   | 40           |            |    |        |        |
|  | Team Jalen   | 40           |            |    |        |        |
|  | Team Tamika  | 35           |            |    |        |        |
|  | Team Tamika  | 35           | Team Jalen | 25 |        |        |
|  |              |              | Team Jalen | 25 |        |        |
|  |              | Team Detlef  | 13         |    |        |        |
|  | Team Detlef  | Team Detlef  | 13         | 41 |        |        |
|  | Team Detlef  |              |            | 41 |        |        |
|  | Team Pau     | 36           |            |    |        |        |
|  | Team Pau     | 36           |            |    |        |        |

MVP : Bennedict Mathurin

### Concours de dunk
Cette année les participants sont : Jaylen Brown, Jaime Jaquez Jr., Jacob Toppin et Mac McClung pensionnaire de la NBA Gatorade League.
| Joueur           | Équipe                                | 1er tour         | Finale           |
| ---------------- | ------------------------------------- | ---------------- | ---------------- |
| Mac McClung      | Magic d'Osceola (NBA Gatorade League) | 97.4 (48+49.4)   | 98.8 (48.8+50)   |
| Jaylen Brown     | Celtics de Boston                     | 96.4 (48.8+47.6) | 97.8 (48.6+49.2) |
| Jacob Toppin     | Knicks de New York                    | 95 (47.8+47.2)   | N/A              |
| Jaime Jaquez Jr. | Heat de Miami                         | 94.2 (47.4+46.8) | N/A              |

Vainqueur : Mac McClung

### Concours de tirs à trois points
Les participants du concours de tirs à trois points sont : Malik Beasley, Jalen Brunson, Tyrese Haliburton, Damian Lillard, Lauri Markkanen, Donovan Mitchell, Karl-Anthony Towns et Trae Young.
| Pos.        | Joueur             | Équipe                    | 1er tour  | Finale    |
| ----------- | ------------------ | ------------------------- | --------- | --------- |
| Meneur      | Damian Lillard     | Bucks de Milwaukee        | 26 points | 26 points |
| Meneur      | Trae Young         | Hawks d'Atlanta           | 26 points | 24 points |
| Pivot       | Karl-Anthony Towns | Timberwolves du Minnesota | 26 points | 24 points |
| Meneur      | Tyrese Haliburton  | Pacers de l'Indiana       | 26 points | N/A       |
| Ailier fort | Lauri Markkanen    | Jazz de l'Utah            | 25 points | N/A       |
| Meneur      | Jalen Brunson      | Knicks de New York        | 24 points | N/A       |
| Arrière     | Donovan Mitchell   | Cavaliers de Cleveland    | 21 points | N/A       |
| Arrière     | Malik Beasley      | Bucks de Milwaukee        | 20 points | N/A       |

Vainqueur : Damian Lillard

### Curry vs. Ionescu
La NBA a annoncé un affrontement unique, entre Stephen Curry, joueur ayant réussi le plus de paniers à trois points dans l'histoire de la ligue, et Sabrina Ionescu, joueuse de la WNBA, qui a battu le record de points inscrits sur un concours à trois points, inscrivant même 25 de ses 27 dernières tentatives en 2023.
Chaque personne va alors tirer de la ligne à 3 points à distance réglementaire en NBA, avec la seule différence du ballon utilisé, puisqu'en WNBA les ballons sont plus petits.
Stephen Curry remporte le duel face à Sabrina Ionescu avec un total de 29 points contre 26 points pour la pensionnaire de la WNBA.

### Skills Challenge
Team Pacers
| Joueur                                            | Équipe              |
| ------------------------------------------------- | ------------------- |
| Tyrese Haliburton Bennedict Mathurin Myles Turner | Pacers de l'Indiana |

Team 1st Picks
| Joueur                                           | Équipe                                                         |
| ------------------------------------------------ | -------------------------------------------------------------- |
| Paolo Banchero Anthony Edwards Victor Wembanyama | Magic d'Orlando Timberwolves du Minnesota Spurs de San Antonio |

Team All-Stars
| Joueur                                 | Équipe                                                   |
| -------------------------------------- | -------------------------------------------------------- |
| Scottie Barnes Tyrese Maxey Trae Young | Raptors de Toronto 76ers de Philadelphie Hawks d'Atlanta |